# Miķeļbāka
Miķeļbāka eller Miķeļtornis (dansk: Mikkel Fyrtårn) er det højeste fyrtårn ved Letlands kyster i landsbyen Miķeļtornis i Tārgale Pagasts i Ventspils Novads.
Det første fyrtårn opførtes i 1885, og bestod af et cylindrisk 55 meter højt murstenstårn, som på det tidspunkt var det højeste fyrtårn i det område, som senere skulle udgøre Letland. Under 1. verdenskrig blev fyrtårnet ødelagt og måtte nødtørftigt repareres. I juli 1932 opstilledes et midlertidigt fyrtårn i træ, der var næsten lige så højt som det oprindelige. Fyrtårnet tændtes første gang i 1934. Under 2. verdenskrig i 1941 spængtes fyrtårnet af den Røde Hær under retræteten fra de angribende tyske styrker. Efter krigen opførte man et midlertidigt 30 meter højt fyrtårn i 1946, et tårn der blev udbygget i 1957 til vore dages omtrent 56 meter høje fyrtårn.